# Lamagdelaine
Lamagdelaine es una comuna francesa situada en el departamento de Lot, en la región de Occitania.

## Demografía
| 214 | 274 | 441 | 623 | 728 | 737 | 703 |
| Para los censos de 1962 a 1999 la población legal corresponde a la población sin duplicidades (Fuente: INSEE [Consultar]) |     |     |     |     |     |     |